# 丘瓦利亞尼山
13°52′55″S 71°07′25″W / 13.88194°S 71.12361°W
丘瓦利亞尼山（Chuallani），是秘魯的山峰，位於該國東南部庫斯科大區，由坎奇斯省的皮圖馬卡區負責管轄，屬於韋爾卡努塔山脈的一部分，海拔高度約5,300米。